# القزعة (وشحة)

تعديل مصدري - تعديل

القزعة هي إحدى قرى عزلة بني سعد بمديرية وشحة التابعة لمحافظة حجة، بلغ تعداد سكانها 292 نسمة حسب تعداد اليمن لعام 2004.